# Воксолл (Пенсільванія)
Воксолл (англ. Woxall) — переписна місцевість (CDP) в США, в окрузі Монтгомері штату Пенсільванія. Населення — 1297 осіб (2020).

## Географія
Воксолл розташований за координатами 40°18′38″ пн. ш. 75°27′8″ зх. д. / 40.31056° пн. ш. 75.45222° зх. д. (40.310528, -75.452185).  За даними Бюро перепису населення США в 2010 році переписна місцевість мала площу 6,38 км², з яких 6,34 км² — суходіл та 0,04 км² — водойми.

## Демографія
Згідно з переписом 2010 року, у переписній місцевості мешкало 1318 осіб у 442 домогосподарствах у складі 376 родин. Густота населення становила 207 осіб/км².  Було 449 помешкань (70/км²).
Расовий склад населення:
| - 95,9 % — білих - 1,3 % — чорних або афроамериканців - 0,8 % — азіатів |

До двох чи більше рас належало 1,4 %. Частка іспаномовних становила 2,0 % від усіх жителів.
За віковим діапазоном населення розподілялося таким чином: 27,2 % — особи молодші 18 років, 60,4 % — особи у віці 18—64 років, 12,4 % — особи у віці 65 років та старші. Медіана віку мешканця становила 41,2 року. На 100 осіб жіночої статі у переписній місцевості припадало 99,4 чоловіків;  на 100 жінок у віці від 18 років та старших — 96,3 чоловіків також старших 18 років.
Середній дохід на одне домашнє господарство  становив 130 751 долар США (медіана — 96 250), а середній дохід на одну сім'ю — 140 985 доларів (медіана — 125 982). Медіана доходів становила 72 000 доларів для чоловіків та 51 875 доларів для жінок. За межею бідності перебувало 1,1 % осіб, у тому числі 0,0 % дітей у віці до 18 років та 2,0 % осіб у віці 65 років та старших.
Цивільне працевлаштоване населення становило 719 осіб. Основні галузі зайнятості: освіта, охорона здоров'я та соціальна допомога — 23,6 %, виробництво — 20,9 %, науковці, спеціалісти, менеджери — 11,5 %, роздрібна торгівля — 10,2 %.